# Bộ phà GSP
Bộ phà GSP dùng để vận chuyển vũ khí trang bị kỹ thuật qua chướng ngại nước

## Lịch sử
Bộ phà tự hành bánh xích GSP do phòng thiết kế của lực lượng công binh thiết kế dưới sự chủ trì của А. Ф. Кравцева trên cơ sở các cụm của xe tăng Т-34, tăng bơi ПТ-76, ТП-16 và xe lội nước К-61.

## Mô tả kỹ thuật

### Những bộ phận chính của nửa phà

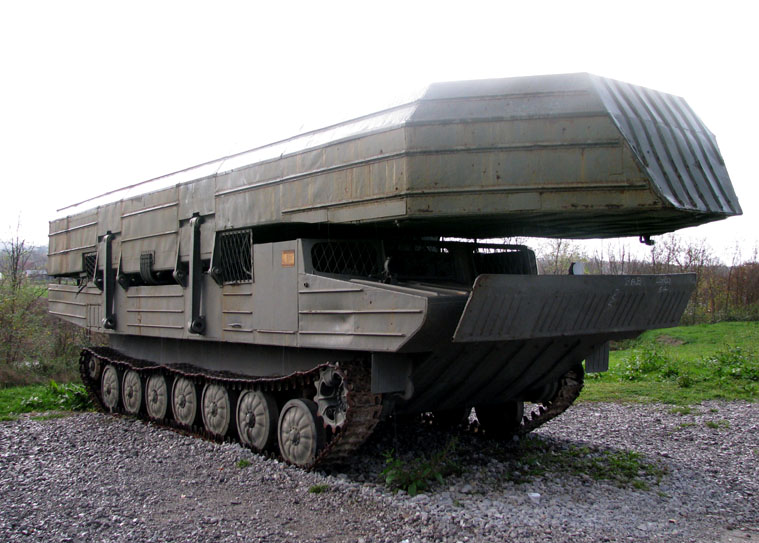
Phà GSP

- Vở máy chính;
- Thuyền;
- Đoạn nối;
- Nguồn động lực;
- Cơ cấu truyền động;
- Khung gầm;
- Vít cánh quạt và bánh lái;
- Đáy;
- Hệ thống thủy lực;
- Hệ thống điện;
- Hệ thống thông tin liên lạc.

### Sử dụng (trong điều kiện chiến đấu)
Trong quân đội Liên Xô, bộ phà GSP được biên chế vào các tiểu đoàn công binh vượt sông trực thuộc sư đoàn.